# Vernier (mesure)
Pour les articles homonymes, voir Vernier.
 (janvier 2023).
Si vous disposez d'ouvrages ou d'articles de référence ou si vous connaissez des sites web de qualité traitant du thème abordé ici, merci de compléter l'article en donnant les références utiles à sa vérifiabilité et en les liant à la section « Notes et références ».

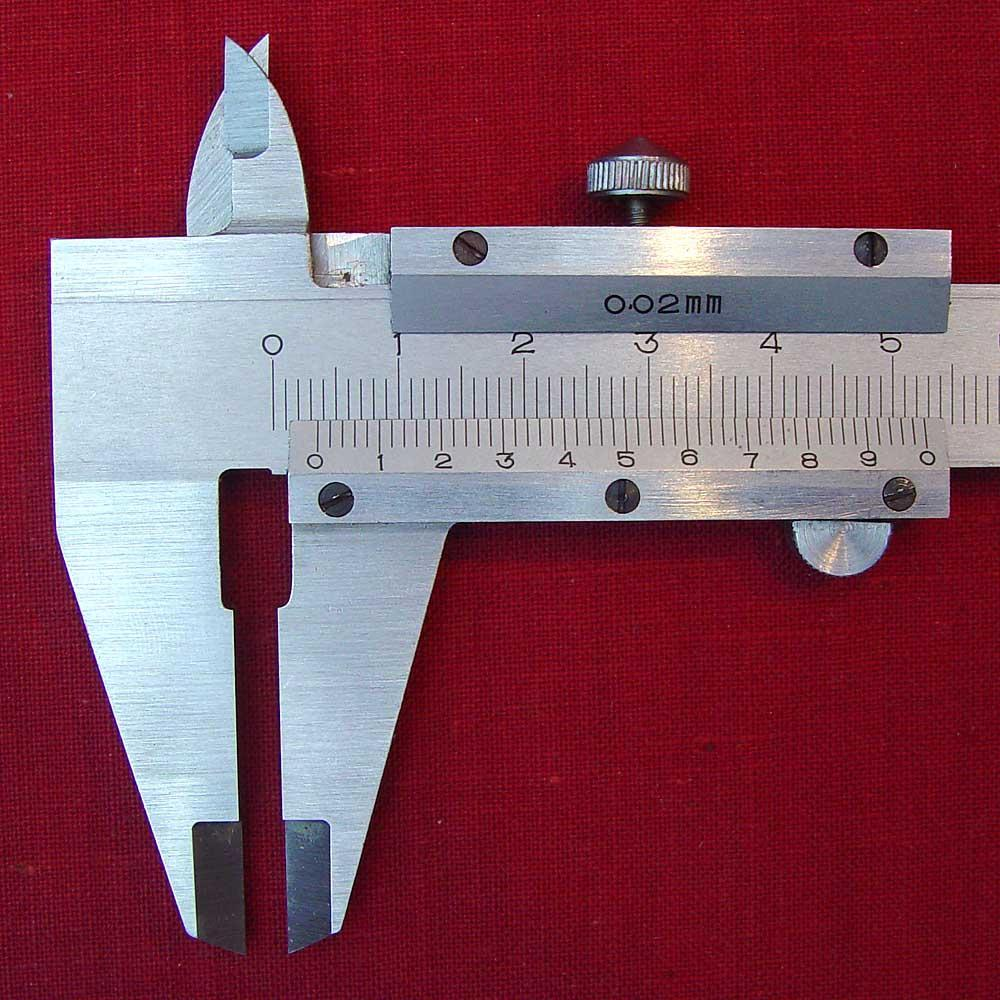
Un pied à coulisse avec un vernier dit "au 1/50", permettant une mesure à 1/50 de millimètre près. La mesure est ici de 3.60 mm.

Le vernier (du nom de son inventeur) est une réglette graduée apposée sur les pieds à coulisse et certains goniomètres (mesure d'angle).  Elle permet d'améliorer la précision de lecture analogique. Le vernier fut inventé en 1631 par le mathématicien franc-comtois Pierre Vernier. Dans certaines langues, le dispositif porte le nom de nonius, nom latinisé de l'astronome et mathématicien portugais Pedro Nunes (1502-1578), qui avait inventé, avant Vernier, un système permettant de faire des mesures précises avec l'astrolabe.

## Principe
Il est plus facile de constater la coïncidence de deux traits, plutôt que de mesurer de très petites valeurs. La coïncidence se déplace plus vite que la réglette.

## Vernier sur un pied à coulisse

Utilisation d'un pied à coulisse

Un vernier

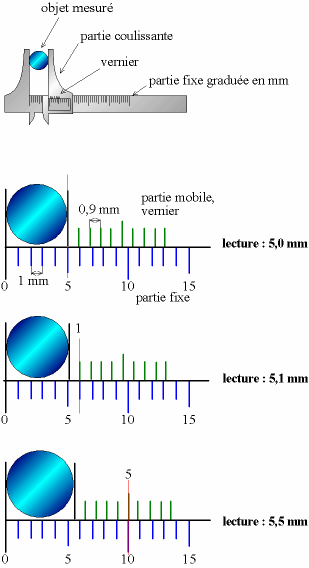
Principe de lecture du vernier sur un pied à coulisse

### Fonctionnement
(principe général sur l'exemple d'un pied à coulisse muni d'un vernier précis au 1/10mm)
- la partie fixe du pied à coulisse est graduée en millimètres (mm), de manière classique ;
- la partie coulissante comporte un trait, appelé ici « trait principal », permettant de lire, en coïncidence directe la valeur mesurée (précise donc au mm près) ;
- la partie coulissante comporte aussi une réglette de dix autres traits, gradués de 1 à 10, et séparés chacun de 0,9 mm (le trait 0 est le trait principal), les 10 graduations de l'échelle mobile interceptent alors 9 graduations de l'échelle fixe ;
- le trait du vernier qui est en correspondance exacte avec un des traits de la partie fixe (quel qu'il soit) donne le chiffre des dixièmes de mm.

Exemple : imaginons que le trait principal de la partie coulissante donne 5 mm. Si la valeur mesurée est :
- 5,0 mm, alors le trait 0 du vernier est en face du trait 5 mm de la partie fixe ;
- 5,1 mm, alors c'est le trait 1 du vernier qui sera en face d'un trait de la partie fixe (en l'occurrence le trait 6 mm) ;
- 5.n mm (n < 10), alors c'est le trait n du vernier qui sera en face d'un trait de la partie fixe (en l'occurrence le trait 5+n mm).

L'important est que l'espacement entre les graduations du vernier soit égale à la différence entre la précision des graduations de la partie fixe (1 mm en général) et la précision visée, soit ici {\textstyle 1{\text{ mm}}-0{,}1{\text{ mm}}=0{,}9{\text{ mm}}}

### Exemples de verniers
Vernier précis au 1/10 mm :
- L'espacement entre graduations est de 9 mm pour 10 intervalles de graduation, soit 0,9 mm.
- La précision visée est {\textstyle 1{\text{ mm}}-0{,}9{\text{ mm}}=0{,}1{\text{ mm}}}, soit 1/10 de la précision des graduations de la partie fixe.

Vernier précis au 1/20 mm :
- L'espacement entre graduations est 19 mm pour 20 intervalles de graduation, soit 0,95 mm ;
- La précision visée est {\textstyle 1{\text{ mm}}-0{,}95{\text{ mm}}=0{,}05{\text{ mm}}}, soit 1/20 de la précision des graduations de la partie fixe.

Vernier précis au 1/50 mm :
- L'espacement entre graduations est 49 mm pour 50 intervalles de graduation, soit 0,98 mm ;
- La précision visée est {\textstyle 1{\text{ mm}}-0{,}98{\text{ mm}}=0{,}02{\text{ mm}}}, soit 1/50 de la précision des graduations de la partie fixe (c'est ce type de vernier qui est représenté sur la photo en haut de l'article).

Exemples de lectures sur un vernier au 1/10 : Chaque déplacement d'un dixième de graduation déplace la concordance des traits. 
|              |                            |                            |                          |                            |
|              |                            |                            |                          |                            |
| mesure : 0,0 | mesure : 0 + (4×0,1) = 0,4 | mesure : 0 + (6×0,1) = 0,6 | mesure : 1 + (0×0,1) = 1 | mesure : 1 + (3×0,1) = 1,3 |

## Vernier sur un goniomètre

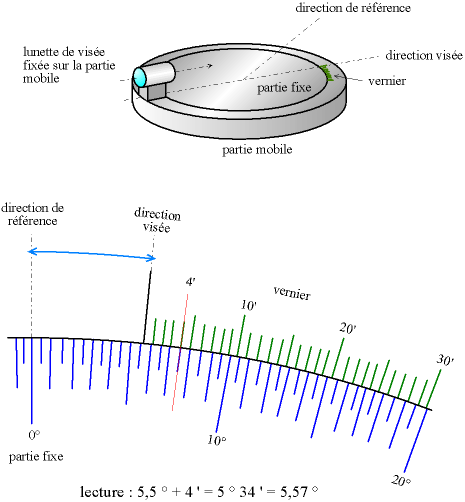
Principe de lecture du vernier sur un goniomètre

Certains goniomètres se composent d'une partie fixe, pointant vers une direction de référence, et d'une partie mobile, pointant vers une direction visée ; une lunette de visée est fixée sur la partie mobile. Cela peut être un sextant, la direction de référence est alors l'horizon et la direction visée une étoile ; cela peut aussi être un compas, la direction de référence est alors le nord. On utilise aussi de tels goniomètres pour mesurer la déviation des faisceaux lumineux en optique.
Dans le cas d'un goniomètre, la partie fixe est souvent graduée en demi degrés (0,5°). Si l'on vise une précision de 1/10 de degré, l'espacement entre les graduations du vernier sera donc de :
- 0,5° - 0,1° = 0,4°

Si l'on vise une précision d'une minute (1′ = 1/60° = 0,0166…°), l'espacement entre les graduations du vernier sera donc de :
- 0,5° - 0,0166…° = 0,4833…°